# Bunodera sacculata
Bunodera sacculata är en plattmaskart. Bunodera sacculata ingår i släktet Bunodera och familjen Allocreadiidae. Inga underarter finns listade i Catalogue of Life.